# Anomis milva
Anomis milva är en fjärilsart som beskrevs av Swinhoe 1919. Anomis milva ingår i släktet Anomis och familjen nattflyn. Inga underarter finns listade i Catalogue of Life.